# فتوح‌آباد (زرقان)
فتوح‌آباد، روستایی در دهستان رحمت‌آباد بخش رحمت‌آباد شهرستان زرقان در استان فارس ایران است.

## جمعیت
بر پایه سرشماری عمومی نفوس و مسکن در سال ۱۳۹۵، جمعیت این روستا برابر با ۱۳۴ نفر (۴۵ خانوار) بوده است.